# 한효순
한효순(韓孝純, 1543년 ~ 1621년)은 조선 중기의 문신, 학자이자 임진왜란 당시 의병장이다. 자는 면숙(勉叔), 호는 월탄(月灘). 본관은 청주로, 한백겸, 한준겸의 숙부이며, 인조비 인열왕후의 종조부이다.

## 생애
임진왜란 당시 왜군을 무찌르고 군량미 조달에 힘썼으나 광해군 시기 때 이이첨 일당과 한패가 되어 관직이 삭직되었다. 본관은 청주, 자는 면숙, 호는 월탄으로 과거 급제 후 관직은 좌의정에 이르렀다.
1623년 인조 반정으로 관직이 추탈되었으나 1907년(융희 1년) 이후 이완용의 여러번의 복권 상소로 1908년 4월 복권되었다.
1568년에 생원이 되어 1576년 식년문과에 병과로 급제해 검열이 되었고 수찬을 거쳐 영해 부사까지 올랐다.
1592년 임진왜란이 발발하자 왜적 토벌을 선언하고 격문을 살포, 의병을 규합하였다. 이후 영해 지역에서 왜군을 격파하고 경상좌도 관찰사로 특진했으며 순찰사를 겸해 군량미 조달에 힘썼다. 1594년 병조참판을 거쳐 1596년 경상도, 전라도, 충청도 체찰부사가 되었다.
1597년 중추부지사가 되고 1601년에는 병조판서, 한성부판윤, 함경도관찰사를 거쳐서 1604년에는 이조판서에까지 올랐으며 1605년 평안도관찰사, 중추부판사 등을 거쳐 1606년 우찬성이 되었다. 1610년에는 다시 이조판서가 되어 이이첨 일당과 함께 반대파들을 몰아내는 데 앞장섰다.
1616년 우의정을 거쳐 좌의정이 되고 1617년 폐모론을 발의하여 인목대비의 삭호를 주청하고 반대파 이항복과 기자헌 등을 탄핵해 유배시켰다. 1618년에는 폐모를 실현시켜 궁에 유폐시키기까지 하였다.

### 사후
그러나 사후 1623년 인조 반정으로 관직이 추탈되었다. 편저로는 《신기비결》, 《진설》이 있다.
1873년(고종 10)에 가서 이현일, 윤휴, 한효순, 목내선, 정인홍, 정도전 등을 복권해야 된다는 신원 상소가 올려졌다. 이에 면암 최익현(崔益鉉)과 중암 김평묵(金平黙)은 말도 안되는 소리라며 강하게 반발하였다. 그러나 정도전, 이현일, 윤휴 등을 복권해야 된다는 상소가 계속되자 최익현과 김평묵은 이를 막기 위해 줄기차게 노력하였다.
1873년(고종 10)부터 1876년까지 최익현과 김평묵 등은 상소 등을 통해 "이현일, 한효순, 목내선 등의 신원을 요구한 사람들을 추율(追律, 반역죄)로 처단해야 하며, 남인(南人)인 윤휴(尹鑴) 이후로 우리 서인(노론)과 남인은 원수가 됐다. 만약 서양과의 조약이 성립된 후에 민암, 목내선, 이인좌, 정희량, 이현일의 후손들이 백성의 불인(不忍)한 마음을 이용하여 창을 들고 도성과 대궐을 침범한다면 올바른 선비들이 일망타진될 것이다"라고 주창하여 이들의 복권 여론을 끝까지 반대하여 무산시켰다. 그 뒤에도 최익현과 김평묵은 남인과 이인좌의 난 관련자들의 복권을 결사 반대하였다. 결국 김평묵과 최익현이 모두 죽은 뒤 1907년(융희 2년)에 가서야 윤휴, 이현일 등과 함께 복권된다.

### 복권
1907년(융희 1년) 이후 이완용의 여러번의 복권 상소로 1908년(융희 2년) 4월 30일에야 내각 총리대신 이완용의 건의로 복권되었다. 1908년(융희 2년) 1월 이완용 등의 건의로 작위와 시호가 회복되었다.
1908년 4월 죄적에서 삭제되고 명예회복되었다.

## 드라마에서
- 서궁 - 기정수

## 저서
- 《신기비결》
- 《진설》

## 같이 보기
- 이이첨
- 정인홍
- 김개시
- 유희춘
- 곽재우
- 기자헌
- 북인
- 한명련
- 김덕령